# Rodrigo Galo
Rodrigo Galo Brito (Rio Branco, 19 settembre 1986) è un ex calciatore brasiliano, di ruolo difensore.

## Carriera

### Club
Il 1º luglio 2015 viene acquistato a titolo definitivo dalla squadra greca dell'AEK Atene.

## Palmarès

### Club

#### Competizioni nazionali
- Segunda Liga: 1

Gil Vicente: 2010-2011
- Coppa di Grecia: 1

AEK Atene: 2015-2016
- Campionato greco: 1

AEK Atene: 2017-2018